# Frances D’Souza
Frances D’Souza, baronessa D’Souza (ur. 18 kwietnia 1944) – brytyjska antropolożka i działaczka społeczna. Od 2004 jest parem dożywotnim, zaś od 1 września 2011 zajmuje urząd Lorda Spikera.

## Życiorys

### Kariera zawodowa
Jest absolwentką studiów licencjackich w zakresie antropologii na University College London, a także studiów doktoranckich w zakresie modeli ewolucyjnych na University of Oxford. W 1973 została wykładowcą (w niepełnym wymiarze godzin) na London School of Economics. Równocześnie prowadziła badania naukowe w zakresie fizjologii porównawczej w Nuffield Institute of Comparative Medicine. W 1977 została starszym wykładowcą na Wydziale Nauk Humanistycznych Oxford Polytechnic oraz jednocześnie dyrektorem naukowym organizacji International Relief and Development Institute (Międzynarodowy Instytut Rozwoju i Pomocy), którego była współzałożycielką. W 1985 została ekspertem Organizacji Narodów Zjednoczonych ds. naukowych aspektów pomocy dzieciom. Przez rok była także ekspertką agendy rządu Wielkiej Brytanii zajmującej się rozdzielaniem oficjalnej pomocy rozwojowej tego państwa. W 1989 została dyrektorem wykonawczym organizacji Article 19, zajmującej się walką z przejawami ograniczania wolności słowa. W 1999 została odznaczona Orderem św. Michała i św. Jerzego klasy Komandor. 

### Izba Lordów
W 2004 została kreowana parem dożywotnim jako baronessa D’Souza of Wychwood. W Izbie Lordów zasiadła w gronie parów niezależnych (crossbenchers), zaś w 2007 została wybrana na urząd convenora, czyli swego rodzaju lidera (wypełniającego głównie funkcje organizacyjne i techniczne) parów niezależnych. W lipcu 2011 członkowie Izby wybrali ją na nowego Lorda Spikera. Formalnie objęła urząd 1 września 2011, zaś pierwsze prowadzone przez nią obrady odbyły się 5 września. 

### Życie prywatne
Nazwisko D’Souza ma pochodzenie portugalskie. Młoda Frances, z domu Russell, przyjęła je w latach 60., w chwili ślubu ze Stanleyem D’Souzą. Mieli dwoje dzieci, jednak ich związek zakończył się w 1974 rozwodem. W latach 1985–1993 jej mężem był Martin Griffiths, z którym także się rozwiodła. W 2003 ponownie, po 29 latach od rozwodu, poślubiła swojego pierwszego męża.